# آدم فلايشمان
آدم فلايشمان (بالإنجليزية: Adam Fleischman)‏ هو صاحب مطعم أمريكي، ولد في عقد 1970.